# 観音埼灯台
観音埼灯台（かんのんさきとうだい）は、日本の灯台。日本最古の洋式灯台として神奈川県横須賀市、三浦半島東端の観音崎に立っている。白色八角形の中型灯台で、日本の灯台50選に選ばれている。
東京湾、浦賀水道を照らし、東京湾海上交通センターとあわせ海上交通が輻輳する浦賀水道航路の安全に寄与している。また日本初の洋式灯台であり、この灯台の着工日を記念して11月1日が灯台記念日に指定された。初代の設計はレオンス・ヴェルニー等が担当したが、大正時代の地震により2度再建され、現在の灯台は3代目にあたる。周辺は県立観音崎公園となっており、自然環境が保護されている。

## 歴史

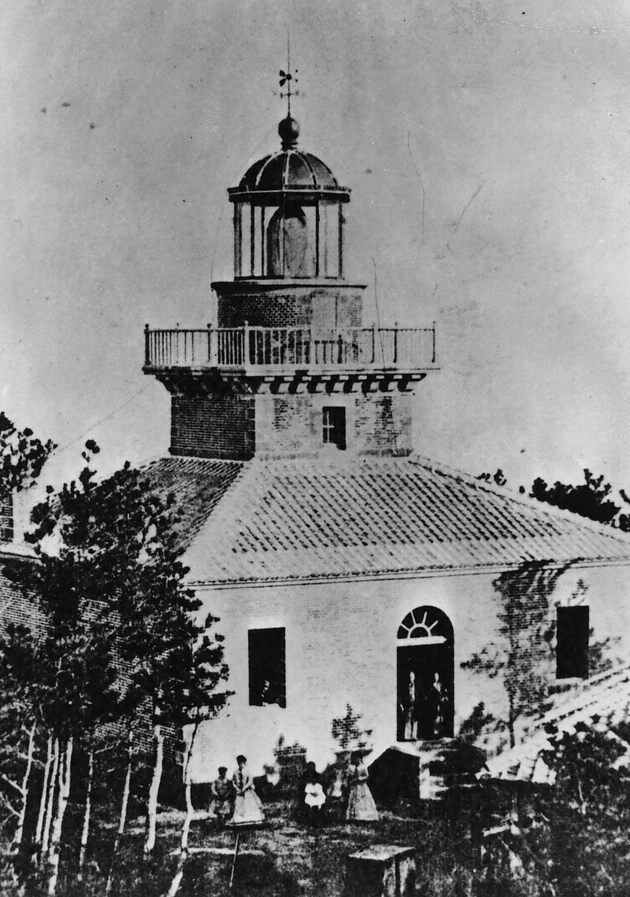
初代灯台

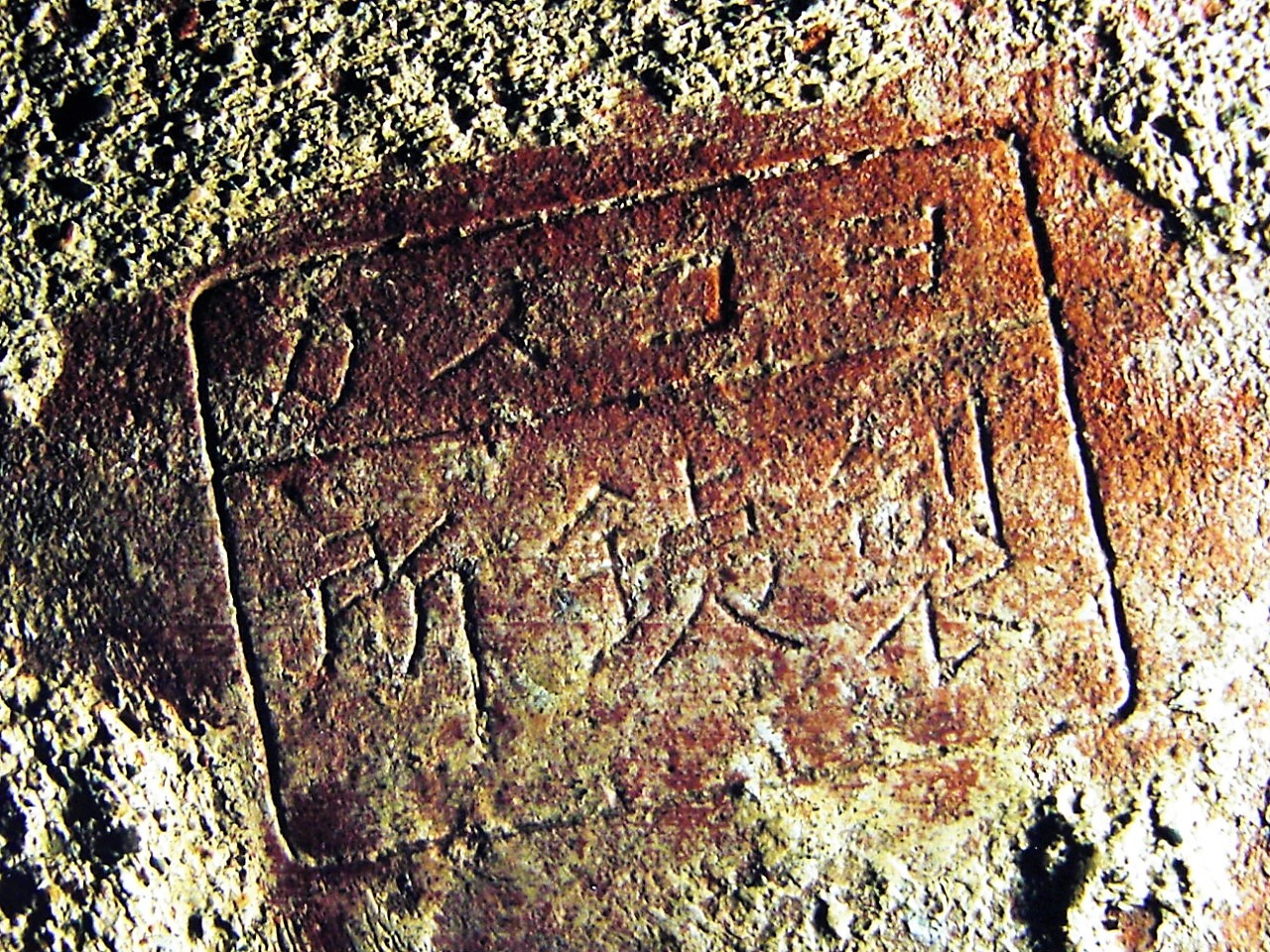
初代灯台の建造に使用された「ヨコスカ製鉄所煉瓦」の刻印部分。

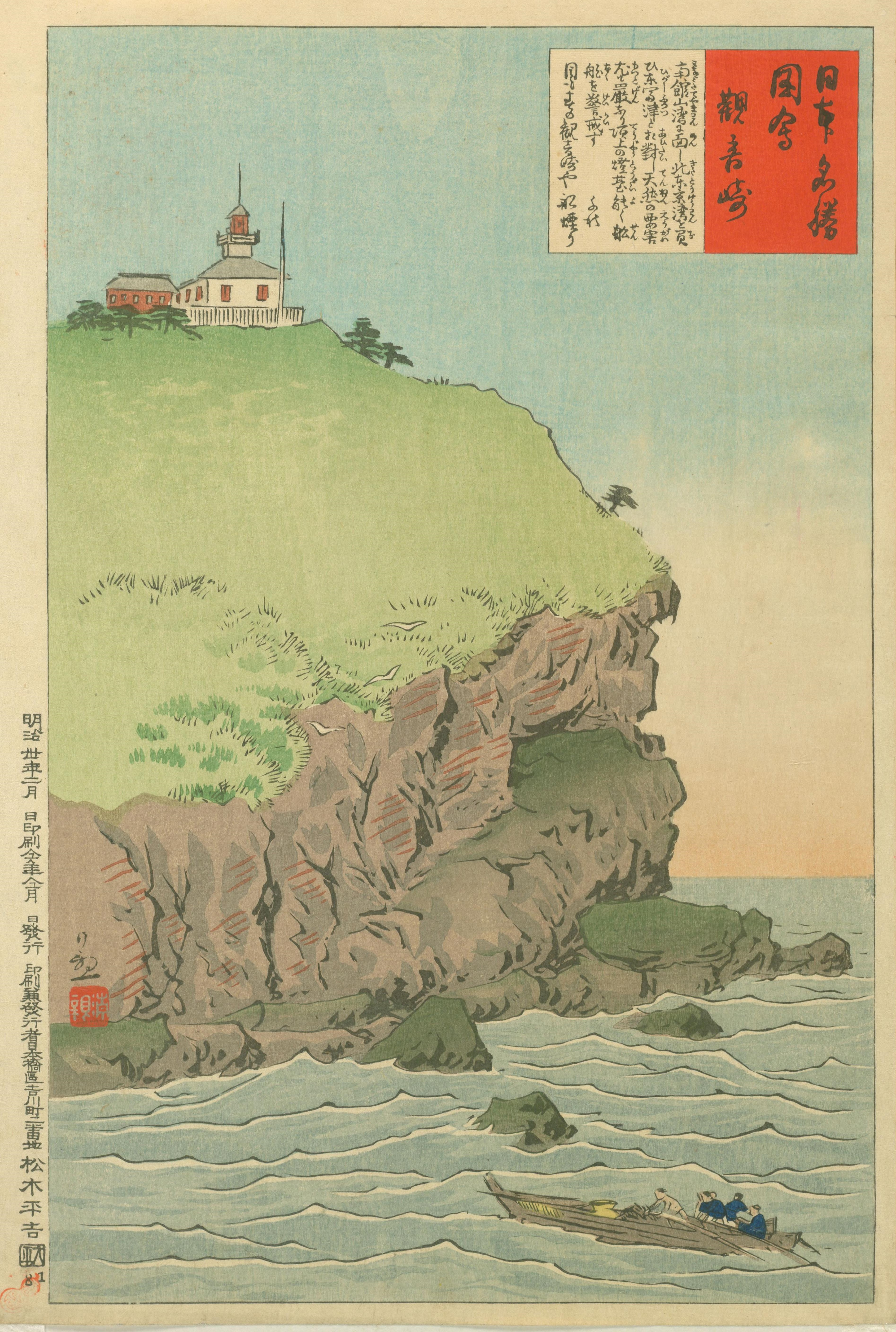
小林清親『観音崎』（1897年・明治30年）

それまで浦賀水道を照らしていた西浦賀の燈明堂に代わり、1869年に点灯した。1866年（慶応2年）、アメリカ、イギリス、フランス、オランダと結んだ「改税条約」（江戸条約）によって建設を約束した8ヶ所の灯台（条約灯台）の1つで、最も早く完成・点灯した。
初代
建設当初は煉瓦造りの四角い洋館建てで、設計はレオンス・ヴェルニー等フランス人技師が担当した。屋上に灯塔を設けたフランス風白色八角形の煉瓦造灯台で、地上から灯火までの高さは 12.12 m 。フランス製の第3等フレネル式レンズ、3重心灯器を使用し、実効光度 1,750 cd 、光達距離は14海里（約 26 km）だった。
- 1868年11月1日（明治元年9月17日）：着工。
- 1869年2月11日（明治2年1月1日）：完成・初点灯[2]。
- 1878年（明治11年）8月15日：副灯点灯[3]。
- 1922年（大正11年）
  - 4月26日：地震のため大きな亀裂が発生（崩壊したとする資料もある）し、取り壊し。
  - 6月27日：燭光数変更[4]。
  - 9月15日：改築工事のため本灯を撤去し仮灯点灯[5]。

2代
地震で被災した初代に代わりコンクリート造で再建されたが、関東地震（関東大震災）により、わずか半年ほどで崩壊した。
- 1923年（大正12年）
  - 3月15日：再建[6]。
  - 5月4日：貞明皇后が行啓。皇后の灯台訪問はこれが日本初[7]。
  - 6月26日：燭光数変更[8]。
  - 9月1日：関東地震により崩壊[9]。
  - 9月12日：仮灯点灯[10]。
  - 10月8日：仮灯の灯高、灯質他を変更[11]。
  - 12月29日：仮灯の燭光数変更[12]。
- 1924年（大正13年）10月1日：木造の仮設灯台にて点灯[13]。

3代
関東地震の後にコンクリート造で再建され、現在まで使用されている。
- 1925年（大正14年）6月1日：再建[14]。
- 1944年（昭和19年）4月17日：皇太子明仁親王が行啓[15]。
- 1989年（平成元年）5月：遠隔監視に切り換えられ、無人化。
- 1992年（平成4年）1月20日：天皇・皇后が行幸啓[15]。
- 1995年（平成7年）9月14日：皇太子徳仁親王・雅子妃が行啓、紀宮清子内親王がお成り[15]。
- 1998年（平成10年）11月1日：日本の灯台50選に指定。

## 一般公開
内部の見学が可能な参観灯台である（参観料：大人300円、小人（小学6年生まで）無料）。灯台からは浦賀水道を航行する船舶や対岸の房総半島が一望できる。

### 灯台資料展示室
灯台資料展示室が併設されており、初代の灯台を造ったフランソワ・レオンス・ヴェルニーの胸像や灯台レンズ、灯台用ランプなどの貴重な資料が展示されている。

## 周辺にある碑
- 初代海上保安庁長官大久保武雄（橙青）の句碑「汽笛吹けば 霧笛答える 別れかな」
- 高浜虚子の句碑「霧いかに 深くとも嵐 強くとも」

## 交通
- 京急本線浦賀駅・馬堀海岸駅より湘南京急バス観音崎線利用、「観音崎」下車徒歩20分

## その他
木下惠介監督、佐田啓二・高峰秀子主演の映画『喜びも悲しみも幾歳月』（1957年松竹作品）のファーストシーンに登場し、ロケが行われた。